# Papiro 22
Il Papiro 22 ({\displaystyle {\mathfrak {p}}}22) è uno dei più antichi manoscritti esistenti del Nuovo Testamento, datato paleograficamente agli inizi del III secolo. È scritto in greco.

## Contenuto del papiro
{\displaystyle {\mathfrak {p}}}22 contiene una piccola parte del Vangelo secondo Giovanni (15,25-16,2; 16,21-32).
Il testo del codice è rappresentativo del tipo testuale alessandrino. Kurt Aland lo ha collocato nella Categoria I.
È attualmente ospitato presso la Università di Glasgow (P. Oxy. 1228; MS 2-X.I) in Glasgow.